# Hallgeir Engebråten
Hallgeir Engebråten, född 17 december 1999, är en norsk skridskoåkare som tävlar i hastighetsåkning på skridskor.

## Karriär
Vid olympiska vinterspelen 2022 i Peking tog Engebråten brons på 5 000 meter samt guld tillsammans med Peder Kongshaug och Sverre Lunde Pedersen i lagtempo.